# Військове зіткнення
Військове зіткнення — це бій між двома силами, не більшими за дивізіон і не меншими за роту, у яких кожне має свою передбачувану місію . Зіткнення починається, коли атакуючі сили починають бій для виконання своєї місії, і закінчуються, коли атакуючий виконав місію, або припиняє спроби виконати місію, або коли одна або обидві сторони отримують достатнє підкріплення, таким чином починаючи нове зіткнення. 
Як тактична місія, бій часто є частиною бою. Заручини зазвичай тривають один-два дні; він може тривати лише кілька годин і рідко довше п’яти днів. Саме в такому масштабі бою тактичні дальності ураження озброєнь і систем підтримки стають важливими для військ і їх командування.